# Campeonato Mundial de Baloncesto de 2002
El Campeonato Mundial de Baloncesto de 2002 (FIBA World Championship United States 2002, en inglés) fue la XIV edición del Campeonato Mundial de Baloncesto. Se llevó a cabo en la ciudad de Indianápolis, Estados Unidos, entre el 29 de agosto y el 8 de septiembre de 2002. Fue organizado por la Federación Internacional de Baloncesto y la Federación Estadounidense de Baloncesto. Tras 13 ediciones del campeonato, Estados Unidos fue elegida como sede para el torneo con la expectativa de recibir a una gran cantidad de aficionados de dicho deporte.
Tras diez días de competición se disputó la final, donde Yugoslavia se enfrentaba a Argentina. Tras los cuarenta minutos reglamentarios, el partido terminó empatado a 75, y en la prórroga el conjunto europeo se llevó la victoria y conquistó su quinto título. Parte de la prensa mundial señaló que el arbitraje en la final no fue del todo correcto, y de hecho, el mismo árbitro Nikos Pitsilkas años más tarde confesó haberse equivocado en la última jugada del partido al no sancionar una falta que pudo haber dado el título a la selección sudamericana.
El campeón logró el boleto directo para los Juegos Olímpicos de Atenas y logró un cupo para participar del torneo oficial FIBA Diamond Ball 2004, el cual reunía al Campeón del Mundo y a los distintos campeones continentales vigentes, al estilo de la Copa Confederaciones en fútbol.
Este mundial también es recordado por la victoria del equipo argentino sobre el «Dream Team», cuando ambos llegaban invictos al último partido del grupo F. Además de eso, la selección estadounidense llevaba 58 partidos invictos, eran los campeones olímpicos, y contaban con un equipo puramente NBA.

## Formato de competición
Primera fase
Los 16 combinados nacionales clasificados se dividen en cuatro grupos (A a D) con cuatro selecciones cada uno. Se enfrentan todos contra todos en una rueda y pasan de ronda los tres mejores de cada grupo, mientras que los cuatro últimos clasificados de cada grupo disputan el decimotercer puesto.
Segunda fase
Las 12 selecciones que pasan a segunda ronda se dividen en dos grupos de seis equipos (E y F), disputando partidos contra aquellas selecciones con las que aún no han jugado. Los cuatro mejores de cada grupo pasan a cuartos de final, y los dos últimos de cada grupo disputan el noveno puesto.
Clasificatorias para el 5.°, 9.° y 13.° puesto
Los equipos que disputan el noveno y el decimotercer puesto se emparejan en eliminatorias directas, cuyos ganadores se enfrentan entre sí para determinar el puesto en cuestión. Los perdedores se enfrentan por dos puestos menos a los disputados en un principio. Es decir, los cuatro que disputan el 13.° puesto, si ganan los disputan, si pierden disputan el 15.° puesto. Mismo formato para el noveno puesto y para el quinto puesto.
Campeonato
Los ocho mejores seleccionados de la segunda fase se agrupan de forma que el primero de un grupo se enfrente al último del otro, mientras que el segundo de un grupo se enfrenta al tercero del otro. Los ganadores de dichos enfrentamientos disputan las semifinales, los perdedores disputan el quinto puesto.
Los ganadores de las semifinales se enfrentan para dirimir al campeón del torneo, los perdedores disputan el tercer puesto.

## Sedes
Para el evento, Estados Unidos eligió a la ciudad de Indianápolis como única anfitriona del mismo. En dicha ciudad se destinaron dos recintos deportivos para el campeonato, que fueron:
| Pabellones         | Pabellones        |
| Conseco Fieldhouse | RCA Dome          |
| ------------------ | ----------------- |
| Capacidad: 18.345  | Capacidad: 60.272 |
|                    |                   |

## Países participantes
| Equipos participantes | Equipos participantes | Equipos participantes | Equipos participantes |
| --------------------- | --------------------- | --------------------- | --------------------- |
| Angola                | Brasil                | Estados Unidos        | Rusia                 |
| Alemania              | Canadá                | Líbano                | Turquía               |
| Argelia               | China                 | Nueva Zelanda         | Venezuela             |
| Argentina             | España                | Puerto Rico           | Yugoslavia            |

## Primera fase

### Grupo A
| Equipo     | Pts | PG | PP | PF  | PC  | Dif |
| ---------- | --- | -- | -- | --- | --- | --- |
| España     | 6   | 3  | 0  | 244 | 178 | 66  |
| Yugoslavia | 5   | 2  | 1  | 269 | 205 | 64  |
| Angola     | 4   | 1  | 2  | 202 | 275 | -73 |
| Canadá     | 3   | 0  | 3  | 199 | 256 | -57 |

| 29 de agosto, 11:00 (UTC-4) | Yugoslavia                                                | 113–63               | Angola                                                     | Indianápolis                                               |  |
|                             | Parciales: 33 - 22, 28 - 18, 24 - 9, 28 - 14              |                      |                                                            |                                                            |  |
|                             | Estadísticas P. Stojaković 13 V. Radmanović 10 M. Jarić 6 | Reporte Pts Reb Asts | Estadísticas 16 V. Monteiro 6 A. Victoriano 3 E. Vitoriano | Pabellón: Conseco Fieldhouse Asistencia: 3332 espectadores |  |

| 29 de agosto, 13:30 (UTC-4) | Canadá                                                                              | 54–85                | España                                                                    | Indianápolis                                               |  |
|                             | Parciales: 15 - 17, 14 - 23, 6 - 21, 19 - 24                                        |                      |                                                                           |                                                            |  |
|                             | Estadísticas K. Jobity, R. Barrett 13 K. Jobity, D. Thomas 5 N. Thomas, J. Swords 2 | Reporte Pts Reb Asts | Estadísticas 19 P. Gasol 7 Carlos Jiménez 3 J. M. Calderón, J. C. Navarro | Pabellón: Conseco Fieldhouse Asistencia: 3332 espectadores |  |

| 30 de agosto, 11:00 (UTC-4) | Angola                                              | 84–74                | Canadá                                                          | Indianápolis                                     |  |
|                             | Parciales: 19 - 17, 26 - 17, 16 - 15, 23 - 25       |                      |                                                                 |                                                  |  |
|                             | Estadísticas M. Lutonda 22 E. Mingas 8 M. Lutonda 4 | Reporte Pts Reb Asts | Estadísticas 20 R. Barrett 8 R. Barrett 3 R. Barrett, N. Thomas | Pabellón: RCA Dome Asistencia: 5663 espectadores |  |

| 30 de agosto, 13:30 (UTC-4) | España                                         | 71–69                | Yugoslavia                                                           | Indianápolis                                     |  |
|                             | Parciales: 26 - 10, 18 - 19, 14 - 23, 13 - 17  |                      |                                                                      |                                                  |  |
|                             | Estadísticas P. Gasol 25 P. Gasol 8 P. Gasol 3 | Reporte Pts Reb Asts | Estadísticas 16 P. Stojaković, D. Bodiroga 9 D. Tomašević 4 M. Jarić | Pabellón: RCA Dome Asistencia: 5633 espectadores |  |

| 31 de agosto, 11:00 (UTC-4) | Angola                                                 | 55–88                | España                                          | Indianápolis                                     |  |
|                             | Parciales: 12 - 25, 17 - 23, 14 - 22, 12 - 18          |                      |                                                 |                                                  |  |
|                             | Estadísticas J. Gomes 24 E. Victoriano 10 C. Almeida 4 | Reporte Pts Reb Asts | Estadísticas 19 F. Reyes 11 F. Reyes 4 C. Marco | Pabellón: RCA Dome Asistencia: 5406 espectadores |  |

| 31 de agosto, 11:00(UTC-4) | Canadá                                                      | 71–87                | Yugoslavia                                                     | Indianápolis                                               |  |
|                            | Parciales: 21 - 16, 20 - 26, 12 - 21, 18 - 24               |                      |                                                                |                                                            |  |
|                            | Estadísticas M. Meeks, R. Barrett 18 M. Meeks 5 N. Thomas 2 | Reporte Pts Reb Asts | Estadísticas 23 P. Stojaković 10 P. Stojaković 4 P. Stojaković | Pabellón: Conseco Fieldhouse Asistencia: 8087 espectadores |  |

### Grupo B
| Equipo      | Pts | PG | PP | PF  | PC  | Dif |
| ----------- | --- | -- | -- | --- | --- | --- |
| Brasil      | 6   | 3  | 0  | 280 | 245 | 35  |
| Puerto Rico | 5   | 2  | 1  | 263 | 242 | 21  |
| Turquía     | 4   | 1  | 2  | 268 | 246 | 22  |
| Líbano      | 3   | 0  | 3  | 230 | 308 | -78 |

| 29 de agosto (UTC-4) | Brasil                                                | 102–73               | Líbano                                             | Indianápolis                                     |  |
|                      | Parciales: 24 - 15, 28 - 18, 31 - 17, 19 - 23         |                      |                                                    |                                                  |  |
|                      | Estadísticas R. Klafke 22 S. Varejão 5 C. Ferranciú 5 | Reporte Pts Reb Asts | Estadísticas 21 J. Vogel 12 J. Vogel 5 E. Mchantaf | Pabellón: RCA Dome Asistencia: 8092 espectadores |  |

| 29 de agosto (UTC-4) | Puerto Rico                                                 | 78–75                | Turquía                                                | Indianápolis                                     |  |
|                      | Parciales: 23 - 24, 19 - 14, 15 - 16, 21 - 21               |                      |                                                        |                                                  |  |
|                      | Estadísticas L. Ayuso 22 J. Ortíz-Rijos 10 Dalmau Santana 9 | Reporte Pts Reb Asts | Estadísticas 20 H. Türkoglu 10 M. Türckan 4 K. Tunçeri | Pabellón: RCA Dome Asistencia: 8092 espectadores |  |

| 30 de agosto (UTC-4) | Líbano                                             | 77–93                | Puerto Rico                                      | Indianápolis                                               |  |
|                      | Parciales: 11 - 31, 24 - 13, 24 - 25, 18 - 30      |                      |                                                  |                                                            |  |
|                      | Estadísticas J. Vogel 19 J. Vogel 12 E. Mchantaf 6 | Reporte Pts Reb Asts | Estadísticas 37 L. Ayuso 7 A. Latimer 5 L. Ayuso | Pabellón: Conseco Fieldhouse Asistencia: 5304 espectadores |  |

| 30 de agosto (UTC-4) | Turquía                                                | 86–88                | Brasil                                                   | Indianápolis                                               |  |
|                      | Parciales: 32 - 21, 17 - 17, 21 - 18, 16 - 32          |                      |                                                          |                                                            |  |
|                      | Estadísticas H. Türkoglu 25 M. Türckan 10 I. Kutluay 4 | Reporte Pts Reb Asts | Estadísticas 30 Marcelinho 5 C. Ferranciú 6 C. Ferranciú | Pabellón: Conseco Fieldhouse Asistencia: 5304 espectadores |  |

| 31 de agosto (UTC-4) | Líbano                                                   | 80–107               | Turquía                                          | Indianápolis                                               |  |
|                      | Parciales: 16 - 22, 14 - 26, 22 - 27, 28 - 32            |                      |                                                  |                                                            |  |
|                      | Estadísticas F. El Khatib 28 P. Khouri 10 F. El Khatib 5 | Reporte Pts Reb Asts | Estadísticas 27 M. Okur 13 H. Besok 4 K. Tunçeri | Pabellón: Conseco Fieldhouse Asistencia: 8087 espectadores |  |

| 31 de agosto (UTC-4) | Puerto Rico                                                 | 86–90                | Brasil                                                  | Indianápolis                 |  |
|                      | Parciales: 21 - 21, 16 - 20, 27 - 27, 22 - 22               |                      |                                                         |                              |  |
|                      | Estadísticas L. Ayuso 31 J. Ortíz-Rijos 10 Dalmau Santana 5 | Reporte Pts Reb Asts | Estadísticas 23 Marcelinho 6 T. Splitter 6 C. Ferranciú | Pabellón: Conseco Fieldhouse |  |

### Grupo C
| Equipo         | Pts | PG | PP | PF  | PC  | Dif |
| -------------- | --- | -- | -- | --- | --- | --- |
| Estados Unidos | 6   | 3  | 0  | 298 | 212 | 86  |
| Alemania       | 5   | 2  | 1  | 277 | 250 | 27  |
| China          | 4   | 1  | 2  | 237 | 254 | -17 |
| Argelia        | 3   | 0  | 3  | 212 | 308 | -96 |

| 29 de agosto, 17:30 (UTC-4) | China                                           | 76–88                | Alemania                                                | Indianápolis                                     |  |
|                             | Parciales: 14 - 23, 17 - 22, 17 - 27, 28 - 16   |                      |                                                         |                                                  |  |
|                             | Estadísticas M. Bateer 23 M. Bateer 7 Liu Wei 3 | Reporte Pts Reb Asts | Estadísticas 30 D. Nowitzki 9 P. Femerling 4 M. Demirel | Pabellón: RCA Dome Asistencia: 8576 espectadores |  |

| 29 de agosto, 20:00 (UTC-4) | Estados Unidos                                                   | 110–60               | Argelia                                                | Indianápolis                                     |  |
|                             | Parciales: 32 - 13, 19 - 19, 28 - 15, 31 - 13                    |                      |                                                        |                                                  |  |
|                             | Estadísticas P. Pierce 22 B. Wallace y E. LaFrentz 7 P. Pierce 6 | Reporte Pts Reb Asts | Estadísticas 22 A. Benramdane 7 W. Boughedir 3 N. Haif | Pabellón: RCA Dome Asistencia: 8576 espectadores |  |

| 30 de agosto, 19:00 (UTC-4) | Alemania                                                           | 87–104               | Estados Unidos                                                | Indianápolis                                       |  |
|                             | Parciales: 21 - 29, 30 - 23, 16 - 25, 20 - 27                      |                      |                                                               |                                                    |  |
|                             | Estadísticas D. Nowitzki 34 Dirk NowitzkiD. Nowitzki 10 M. Pesic 5 | Reporte Pts Reb Asts | Estadísticas 26 P. Pierce 5 B. Wallace y M. Finley 6 B. Davis | Pabellón: RCA Dome Asistencia: 10 665 espectadores |  |

| 30 de agosto, 20:00 (UTC-4) | Argelia                                                 | 82–96                | China                                                         | Indianápolis                                               |  |
|                             | Parciales: 10 - 28, 22 - 20, 31 - 21, 19 - 27           |                      |                                                               |                                                            |  |
|                             | Estadísticas M. Doubal 24 M. Boughedir 8 M. Boughedir 5 | Reporte Pts Reb Asts | Estadísticas 38 Yao Ming 13 Yao Ming 6 Li Nan, Gong X., Hu W. | Pabellón: Conseco Fieldhouse Asistencia: 3734 espectadores |  |

| 31 de agosto, 17:30 (UTC-4) | Argelia                                                                                                | 70–102               | Alemania                                              | Indianápolis                 |  |
|                             | Parciales: 13 - 31, 11 - 29, 23 - 16, 23 - 26                                                          |                      |                                                       |                              |  |
|                             | Estadísticas M. Doubal 16 M. Sayah, M. Boughedir, N. Ouali 6 A. Benramdaner, M. Boughedir, M. Doubal 2 | Reporte Pts Reb Asts | Estadísticas 24 D. Nowitzki 7 A. Okulaja 6 M. Demirel | Pabellón: Conseco Fieldhouse |  |

| 31 de agosto, 20:00 (UTC-4) | China                                           | 65–84                | Estados Unidos                                     | Indianápolis                                       |  |
|                             | Parciales: 28 - 16, 14 - 27, 13 - 20, 10 - 21   |                      |                                                    |                                                    |  |
|                             | Estadísticas M. Bateer 19 M. Bateer 7 Gong X. 4 | Reporte Pts Reb Asts | Estadísticas 19 P. Pierce 9 B. Wallace 6 P. Pierce | Pabellón: RCA Dome Asistencia: 22 619 espectadores |  |

### Grupo D
| Equipo        | Pts | PG | PP | PF  | PC  | Dif |
| ------------- | --- | -- | -- | --- | --- | --- |
| Argentina     | 6   | 3  | 0  | 319 | 238 | 81  |
| Nueva Zelanda | 5   | 2  | 1  | 273 | 278 | -5  |
| Rusia         | 4   | 1  | 2  | 248 | 259 | -11 |
| Venezuela     | 3   | 0  | 3  | 226 | 291 | -65 |

| 29 de agosto, 17:30 (UTC-4) | Nueva Zelanda                                       | 90–81                | Rusia                                                  | Indianápolis                                               |  |
|                             | Parciales: 17 - 21, 18 - 28, 23 - 18, 32 - 14       |                      |                                                        |                                                            |  |
|                             | Estadísticas P. Cameron 22 P. Cameron 8 M. Dickel 4 | Reporte Pts Reb Asts | Estadísticas 18 R. Avleev 9 A. Savrasenko 5 V. Karasev | Pabellón: Conseco Fieldhouse Asistencia: 3449 espectadores |  |

| 29 de agosto, 20:00 (UTC-4) | Argentina                                                   | 107–72               | Venezuela                                        | Indianápolis                                               |  |
|                             | Parciales: 27 - 16, 22 - 19, 32 - 12, 26 - 25               |                      |                                                  |                                                            |  |
|                             | Estadísticas E. Ginóbili 19 J. I. Sánchez 7 J. I. Sánchez 9 | Reporte Pts Reb Asts | Estadísticas 12 R. Lugo 8 P. Machado 3 A. Quiroz | Pabellón: Conseco Fieldhouse Asistencia: 3449 espectadores |  |

| 30 de agosto, 16:30 (UTC-4) | Venezuela                                      | 85–98                | Nueva Zelanda                                    | Indianápolis                                       |  |
|                             | Parciales: 29 - 23, 19 - 24, 13 - 25, 24 - 26  |                      |                                                  |                                                    |  |
|                             | Estadísticas V. Díaz 26 R. Lugo 8 Y. Mijares 6 | Reporte Pts Reb Asts | Estadísticas 20 P. Jones 9 S. Marks 6 D. Boucher | Pabellón: RCA Dome Asistencia: 10 665 espectadores |  |

| 30 de agosto, 17:30 (UTC-4) | Rusia                                                        | 81–100               | Argentina                                                  | Indianápolis                                               |  |
|                             | Parciales: 25 - 26, 17 - 28, 21 - 30, 18 - 16                |                      |                                                            |                                                            |  |
|                             | Estadísticas A. Kirilenko 19 A. Savrasenko 11 A. Kirilenko 6 | Reporte Pts Reb Asts | Estadísticas 26 H. Sconochini 9 A. Nocioni 5 A. Montecchia | Pabellón: Conseco Fieldhouse Asistencia: 3734 espectadores |  |

| 31 de agosto, 13:30 (UTC-4) | Venezuela                                     | 69–86                | Rusia                                                        | Indianápolis                                     |  |
|                             | Parciales: 20 - 24, 15 - 15, 15 - 24, 19 - 23 |                      |                                                              |                                                  |  |
|                             | Estadísticas V. Díaz 27 R. Lugo 16 R. Lugo 5  | Reporte Pts Reb Asts | Estadísticas 24 A. Kirilenko 12 A. Savrasenko 6 A. Kirilenko | Pabellón: RCA Dome Asistencia: 5406 espectadores |  |

| 31 de agosto, 17:30 (UTC-4) | Nueva Zelanda                                     | 85–112               | Argentina                                                   | Indianápolis                                     |  |
|                             | Parciales: 31 - 26, 13 - 26, 28 - 22, 13 - 38     |                      |                                                             |                                                  |  |
|                             | Estadísticas P. Cameron 21 S. Marks 8 M. Dickel 5 | Reporte Pts Reb Asts | Estadísticas 24 E. Ginóbili 5 A. Montecchia 7 A. Montecchia | Pabellón: RCA Dome Asistencia: 7000 espectadores |  |

## Segunda fase

### Grupo E
| Equipo        | Pts | PG | PP | PF  | PC  | Dif |
| ------------- | --- | -- | -- | --- | --- | --- |
| Puerto Rico 1 | 11  | 5  | 1  | 510 | 477 | 33  |
| España 1      | 11  | 5  | 1  | 480 | 382 | 98  |
| Yugoslavia 2  | 10  | 4  | 2  | 552 | 437 | 115 |
| Brasil 2      | 10  | 4  | 2  | 502 | 502 | 0   |
| Turquía       | 8   | 2  | 4  | 496 | 509 | -13 |
| Angola        | 7   | 1  | 5  | 438 | 536 | -98 |

1: Puerto Rico supera a España al haber ganado el enfrentamiento entre ellos.

2: Yugoslavia supera a Brasil al haber ganado el enfrentamiento entre ellos.

| 2 de septiembre, 13:30 (UTC-4) | Turquía                                         | 64–87                | España                                          | Indianápolis                                     |  |
|                                | Parciales: 12 - 23, 21 - 19, 13 - 21, 18 - 24   |                      |                                                 |                                                  |  |
|                                | Estadísticas M. Okur 17 M. Okur 7 H. Türkoglu 6 | Reporte Pts Reb Asts | Estadísticas 19 P. Gasol 7 P. Gasol 3 L. Angulo | Pabellón: RCA Dome Asistencia: 5524 espectadores |  |

| 2 de septiembre, 13:30 (UTC-4) | Brasil                                                       | 86–83                | Angola                                                | Indianápolis                                               |  |
|                                | Parciales: 16 - 21, 17 - 16, 20 - 20, 21 - 17 (T.E.: 12 - 9) |                      |                                                       |                                                            |  |
|                                | Estadísticas Marcelinho 25 Klafke 9 Rubens Garcia Filho 6    | Reporte Pts Reb Asts | Estadísticas 22 E. Vitoriano 12 J. Gomes 5 M. Lutonda | Pabellón: Conseco Fieldhouse Asistencia: 2975 espectadores |  |

| 2 de septiembre, 17:30 (UTC-4) | Puerto Rico                                            | 85–83                | Yugoslavia                                                 | Indianápolis                 |  |
|                                | Parciales: 27 - 21, 15 - 22, 18 - 26, 25 - 14          |                      |                                                            |                              |  |
|                                | Estadísticas D. Santiago 31 D. Santiago 10 C. Arroyo 9 | Reporte Pts Reb Asts | Estadísticas 26 P. Stojakovic 10 D. Bodiroga 3 D. Bodiroga | Pabellón: Conseco Fieldhouse |  |

| 3 de septiembre, 13:30 (UTC-4) | Angola                                                  | 66–86                | Turquía                                               | Indianápolis                 |  |
|                                | Parciales: 17 - 18, 21 - 23, 8 - 22, 20 - 23            |                      |                                                       |                              |  |
|                                | Estadísticas M. Lutonda 16 A. Victoriano 5 M. Lutonda 4 | Reporte Pts Reb Asts | Estadísticas 26 M. Türkcan 11 M. Türkcan 7 K. Tunçeri | Pabellón: Conseco Fieldhouse |  |

| 3 de septiembre, 13:30 (UTC-4) | Yugoslavia                                          | 90–69                | Brasil                                                | Indianápolis       |  |
|                                | Parciales: 26 - 14, 20 - 14, 28 - 25, 16 - 16       |                      |                                                       |                    |  |
|                                | Estadísticas P. Stojakovic 19 V. Divac 8 V. Divac 5 | Reporte Pts Reb Asts | Estadísticas 15 Marcelinho 5 A. Varejão 3 C. Ferraciú | Pabellón: RCA Dome |  |

| 3 de septiembre (UTC-4) | España                                                 | 65–73                | Puerto Rico                                               | Indianápolis       |  |
|                         | Parciales: 18 - 14, 15 - 17, 19 - 18, 13 - 24          |                      |                                                           |                    |  |
|                         | Estadísticas P. Gasol 16 P. Gasol 11 Rodríguez Marín 5 | Reporte Pts Reb Asts | Estadísticas 18 A. Latimer 8 D. Santiago 6 J. Ortíz-Rijos | Pabellón: RCA Dome |  |

| 4 de septiembre, 14:00 (UTC-4) | Turquía                                             | 78–110               | Yugoslavia                                          | Indianápolis                 |  |
|                                | Parciales: 15 - 21, 19 - 29, 21 - 30, 23 - 30       |                      |                                                     |                              |  |
|                                | Estadísticas M. Okur 21 M. Türkcan 11 H. Türkoglu 2 | Reporte Pts Reb Asts | Estadísticas 16 M. Gurovic 5 V. Divac 7 D. Bodiroga | Pabellón: Conseco Fieldhouse |  |

| 4 de septiembre, 15:00 (UTC-4) | Brasil                                                 | 67–84                | España                                                 | Indianápolis                                     |  |
|                                | Parciales: 21 - 23, 9 - 16, 15 - 21, 22 - 24           |                      |                                                        |                                                  |  |
|                                | Estadísticas Marcelinho 25 C. Ferraciú 5 C. Ferraciú 5 | Reporte Pts Reb Asts | Estadísticas 23 P. Gasol 11 P. Gasol 6 Rodríguez Marín | Pabellón: RCA Dome Asistencia: 2500 espectadores |  |

| 4 de septiembre, 20:00 (UTC-4) | Puerto Rico                                                        | 89–87                | Angola                                           | Indianápolis                                     |  |
|                                | Parciales: 12 - 22, 29 - 23, 16 - 12, 14 - 14 (T.E.: 9 - 9, 9 - 7) |                      |                                                  |                                                  |  |
|                                | Estadísticas J. Ortíz-Rijos 25 J. Ortíz-Rijos 8 C. Arroyo 8        | Reporte Pts Reb Asts | Estadísticas 19 J. Gomes 9 J. Gomes 5 M. Lutonda | Pabellón: RCA Dome Asistencia: 4319 espectadores |  |

### Grupo F
| Equipo         | Pts | PG | PP | PF  | PC  | Dif |
| -------------- | --- | -- | -- | --- | --- | --- |
| Argentina      | 12  | 6  | 0  | 587 | 466 | 121 |
| Estados Unidos | 11  | 5  | 1  | 594 | 443 | 151 |
| Alemania       | 10  | 4  | 2  | 541 | 485 | 56  |
| Nueva Zelanda  | 9   | 3  | 3  | 493 | 560 | -67 |
| Rusia          | 8   | 2  | 4  | 510 | 536 | -26 |
| China          | 7   | 1  | 5  | 464 | 538 | -74 |

| 2 de septiembre, 17:30 (UTC-4) | Nueva Zelanda                                    | 64–84                | Alemania                                             | Indianápolis                                     |  |
|                                | Parciales: 16 - 18, 16 - 21, 13 - 27, 19 - 18    |                      |                                                      |                                                  |  |
|                                | Estadísticas K. Penny 15 K. Penny 6 P. Cameron 4 | Reporte Pts Reb Asts | Estadísticas 17 A. Okulaja 9 A. Okulaja 7 A. Okulaja | Pabellón: RCA Dome Asistencia: 6000 espectadores |  |

| 2 de septiembre, 20:00 (UTC-4) | Rusia                                                   | 82–106               | Estados Unidos                                   | Indianápolis                 |  |
|                                | Parciales: 24 - 27, 20 - 27, 19 - 35, 19 - 17           |                      |                                                  |                              |  |
|                                | Estadísticas E. Pashutin 16 E. Pashutin 7 E. Pashutin 5 | Reporte Pts Reb Asts | Estadísticas 27 P. Pierce 6 A. Davis 6 M. Finley | Pabellón: Conseco Fieldhouse |  |

| 2 de septiembre, 20:00 (UTC-4) | Argentina                                                  | 95–71                | China                                             | Indianápolis                                     |  |
|                                | Parciales: 32 - 14, 16 - 20, 24 - 15, 23 - 22              |                      |                                                   |                                                  |  |
|                                | Estadísticas L. Palladino 14 H. Sconochini 5 E. Ginóbili 8 | Reporte Pts Reb Asts | Estadísticas 13 Batere Menke 5 Yao Ming 3 Wei Liu | Pabellón: RCA Dome Asistencia: 3500 espectadores |  |

| 3 de septiembre, 17:30 (UTC-4) | Alemania                                                 | 77–86                | Argentina                                             | Indianápolis                 |  |
|                                | Parciales: 20 - 31, 14 - 15, 26 - 25, 17 - 15            |                      |                                                       |                              |  |
|                                | Estadísticas D. Nowitzki 26 D. Nowitzki 10 D. Nowitzki 3 | Reporte Pts Reb Asts | Estadísticas 19 A. Nocioni 6 L. Scola 5 H. Sconochini | Pabellón: Conseco Fieldhouse |  |

| 3 de septiembre, 20:00 (UTC-4) | China                                            | 68–95                | Rusia                                                  | Indianápolis                                     |  |
|                                | Parciales: 15 - 26, 15 - 16, 22 - 25, 16 - 28    |                      |                                                        |                                                  |  |
|                                | Estadísticas B. Menke 18 Yao Ming 9 Weidong Hu 2 | Reporte Pts Reb Asts | Estadísticas 21 V. Karasev 7 E. Pashutin 6 E. Pashutin | Pabellón: RCA Dome Asistencia: 4323 espectadores |  |

| 3 de septiembre, 20:00 (UTC-4) | Estados Unidos                                     | 110–62               | Nueva Zelanda                                     | Indianápolis                 |  |
|                                | Parciales: 22 - 25, 26 - 17, 27 - 10, 35 - 10      |                      |                                                   |                              |  |
|                                | Estadísticas M. Finley 20 B. Wallace 13 A. Davis 6 | Reporte Pts Reb Asts | Estadísticas 16 K. Penny 6 R. Hickey 6 P. Cameron | Pabellón: Conseco Fieldhouse |  |

| 4 de septiembre, 16:30 (UTC-4) | Nueva Zelanda                                    | 94–88                | China                                          | Indianápolis                 |  |
|                                | Parciales: 13 - 35, 30 - 17, 20 - 19, 31 - 17    |                      |                                                |                              |  |
|                                | Estadísticas P. Jones 33 M. Dickel 7 M. Dickel 7 | Reporte Pts Reb Asts | Estadísticas 33 Nan Li 7 Yao Ming 6 Weidong Hu | Pabellón: Conseco Fieldhouse |  |

| 4 de septiembre, 17:30 (UTC-4) | Rusia                                                | 85–103               | Alemania                                              | Indianápolis                                     |  |
|                                | Parciales: 16 - 28, -20 - 30, 23 - 21, 26 - 24       |                      |                                                       |                                                  |  |
|                                | Estadísticas E. Pashutin 28 S. Panov 7 E. Pashutin 4 | Reporte Pts Reb Asts | Estadísticas 17 D. Nowitzki 10 D. Nowitzki 5 M. Pesic | Pabellón: RCA Dome Asistencia: 3500 espectadores |  |

| 4 de septiembre, 19:00 (UTC-4) | Argentina                                                   | 87–80                | Estados Unidos                                   | Indianápolis                                               |  |
|                                | Parciales: 34 - 21, 19 - 16, 15 - 23, 19 - 20               |                      |                                                  |                                                            |  |
|                                | Estadísticas E. Ginóbili 15 R. Wolkowyski 9 H. Sconochini 8 | Reporte Pts Reb Asts | Estadísticas 22 P. Pierce 8 A. Davis 6 P. Pierce | Pabellón: Conseco Fieldhouse Asistencia: 5623 espectadores |  |

## Reclasificación

### Decimotercer puesto
|  | Eliminatoria previa | Eliminatoria previa |    |                 | 13.° puesto     | 13.° puesto |  |
|  |                     |                     |    |                 |                 |             |  |
|  |                     |                     |    |                 |                 |             |  |
|  | 2 de septiembre     |                     |    |                 |                 |             |  |
|  | Canadá              | 91                  |    |                 |                 |             |  |
|  | Líbano              | 67                  |    |                 |                 |             |  |
|  |                     |                     |    |                 |                 |             |  |
|  |                     |                     |    |                 | 3 de septiembre |             |  |
|  |                     |                     |    |                 | Canadá          | 98          |  |
|  |                     | Venezuela           | 97 |                 |                 |             |  |
|  |                     |                     |    |                 |                 |             |  |
|  |                     |                     |    |                 |                 |             |  |
|  |                     |                     |    |                 | 15.° puesto     |             |  |
|  | 2 de septiembre     | 2 de septiembre     |    | 3 de septiembre | 3 de septiembre |             |  |
|  | Venezuela           | 98                  |    | Líbano          | 70              |             |  |
|  | Argelia             | 83                  |    |                 | Argelia         | 100         |  |

Eliminatoria previa
| 2 de septiembre, 11:00 (UTC-4) | Canadá                                                              | 91–67                | Líbano                                             | Indianápolis                                     |  |
|                                | Parciales: 22 - 16, 22 - 15, 23 - 22, 24 - 14                       |                      |                                                    |                                                  |  |
|                                | Estadísticas R. Barret y P. Karangwa 18 R. Anderson 8 S. Hamilton 4 | Reporte Pts Reb Asts | Estadísticas 19 J. Vogel 9 J. Vogel 5 F. El Khatib | Pabellón: RCA Dome Asistencia: 3000 espectadores |  |

| 2 de septiembre, 11:00 (UTC-4) | Venezuela                                                 | 98–83                | Argelia                                         | Indianápolis                 |  |
|                                | Parciales: 24 - 20, 24 - 29, 16 - 22, 19 - 27             |                      |                                                 |                              |  |
|                                | Estadísticas A. Benramdane 29 M. Boughedir 8 S. Boulaya 7 | Reporte Pts Reb Asts | Estadísticas 29 V. Díaz 16 R. Lugo 8 Y. Mijares | Pabellón: Conseco Fieldhouse |  |

15.° puesto
| 3 de septiembre, 11:00 (UTC-4) | Líbano                                                  | 70–100               | Argelia                                               | Indianápolis                                     |  |
|                                | Parciales: 26 - 23, 17 - 19, 15 - 34, 12 - 24           |                      |                                                       |                                                  |  |
|                                | Estadísticas F. El Khatib 22 P. Khouri 9 F. El Khatib 6 | Reporte Pts Reb Asts | Estadísticas 30 M. Doubal 12 M. Boughedir 9 M. Doubal | Pabellón: RCA Dome Asistencia: 1000 espectadores |  |

13.° puesto
| 3 de septiembre, 11:00 (UTC-4) | Canadá                                               | 98–97                | Venezuela                                        | Indianápolis                 |  |
|                                | Parciales: 25 - 23, 26 - 26, 27 - 28, 20 - 20        |                      |                                                  |                              |  |
|                                | Estadísticas R. Barrett 20 J. Swords 7 S. Hamilton 5 | Reporte Pts Reb Asts | Estadísticas 16 H. Romero 14 R. Lugo 7 O. Torres | Pabellón: Conseco Fieldhouse |  |

### Noveno puesto
|  | Eliminatoria previa | Eliminatoria previa |    |                 | 9.° puesto      | 9.° puesto |  |
|  |                     |                     |    |                 |                 |            |  |
|  |                     |                     |    |                 |                 |            |  |
|  | 6 de septiembre     |                     |    |                 |                 |            |  |
|  | Rusia               | 77                  |    |                 |                 |            |  |
|  | Angola              | 66                  |    |                 |                 |            |  |
|  |                     |                     |    |                 |                 |            |  |
|  |                     |                     |    |                 | 7 de septiembre |            |  |
|  |                     |                     |    |                 | Rusia           | 86         |  |
|  |                     | Turquía             | 94 |                 |                 |            |  |
|  |                     |                     |    |                 |                 |            |  |
|  |                     |                     |    |                 |                 |            |  |
|  |                     |                     |    |                 | 11.° puesto     |            |  |
|  | 6 de septiembre     | 6 de septiembre     |    | 7 de septiembre | 7 de septiembre |            |  |
|  | Turquía             | 94                  |    | Angola          | 96              |            |  |
|  | China               | 86                  |    |                 | China           | 84         |  |

Eliminatoria previa
| 6 de septiembre, 11:00 (UTC-4) | Angola                                                | 66–77                | Rusia                                                      | Indianápolis                 |  |
|                                | Parciales: 18 - 28, 24 - 13, 8 - 16, 16 - 20          |                      |                                                            |                              |  |
|                                | Estadísticas E. Vitoriano 14 V. Muzadi 9 M. Lutonda 3 | Reporte Pts Reb Asts | Estadísticas 14 E. Pashutin 11 A. Savrasenko 4 E. Pashutin | Pabellón: Conseco Fieldhouse |  |

| 6 de septiembre, 13:30 (UTC-4) | Turquía                                         | 94–86                | China                                             | Indianápolis                                               |  |
|                                | Parciales: 30 - 24, 18 - 16, 19 - 22, 27 - 24   |                      |                                                   |                                                            |  |
|                                | Estadísticas M. Okur 24 M. Okur 8 H. Türkoglu 9 | Reporte Pts Reb Asts | Estadísticas 26 Yao Ming 14 Yao Ming 6 Weidong Hu | Pabellón: Conseco Fieldhouse Asistencia: 3840 espectadores |  |

11.° puesto
| 7 de septiembre, 8:30 (UTC-4) | China                                             | 84–96                | Angola                                                   | Indianápolis                 |  |
|                               | Parciales: 18 - 27, 31 - 24, 9 - 26, 26 - 16      |                      |                                                          |                              |  |
|                               | Estadísticas Yao Ming 27 Yao Ming 15 Weidong Hu 5 | Reporte Pts Reb Asts | Estadísticas 17 E. Vitoriano 8 E. Vitoriano 9 C. Almeida | Pabellón: Conseco Fieldhouse |  |

9.° puesto
| 7 de septiembre, (UTC-4) | Turquía                                                | 94–86                | Rusia                                                     | Indianápolis                 |  |
|                          | Parciales: 22 - 28, 25 - 25, 15 - 18, 29 - 15          |                      |                                                           |                              |  |
|                          | Estadísticas I. Kutluay 20 M. Türkcan 20 H. Türkoglu 4 | Reporte Pts Reb Asts | Estadísticas 22 E. Pashutin 7 A. Savrasenko 5 E. Pashutin | Pabellón: Conseco Fieldhouse |  |

### Quinto puesto
|  | Eliminatoria previa | Eliminatoria previa |    |                 | 5.° puesto      | 5.° puesto |  |
|  |                     |                     |    |                 |                 |            |  |
|  |                     |                     |    |                 |                 |            |  |
|  | 6 de septiembre     |                     |    |                 |                 |            |  |
|  | España              | 105                 |    |                 |                 |            |  |
|  | Brasil              | 89                  |    |                 |                 |            |  |
|  |                     |                     |    |                 |                 |            |  |
|  |                     |                     |    |                 | 7 de septiembre |            |  |
|  |                     |                     |    |                 | España          | 81         |  |
|  |                     | Estados Unidos      | 75 |                 |                 |            |  |
|  |                     |                     |    |                 |                 |            |  |
|  |                     |                     |    |                 |                 |            |  |
|  |                     |                     |    |                 | 7.° puesto      |            |  |
|  | 6 de septiembre     | 6 de septiembre     |    | 7 de septiembre | 7 de septiembre |            |  |
|  | Puerto Rico         | 74                  |    | Brasil          | 84              |            |  |
|  | Estados Unidos      | 84                  |    |                 | Puerto Rico     | 91         |  |

Eliminatoria previa
| 6 de septiembre, 17:30 (UTC-4) | España                                           | 105–89               | Brasil                                                | Indianápolis                                               |  |
|                                | Parciales: 29 - 21, 25 - 26, 34 - 17, 17 - 25    |                      |                                                       |                                                            |  |
|                                | Estadísticas J. Navarro 22 F. Reyes 6 P. Gasol 5 | Reporte Pts Reb Asts | Estadísticas 19 Klafke 7 Araujo 4 Rubens Garcia Filho | Pabellón: Conseco Fieldhouse Asistencia: 3500 espectadores |  |

| 6 de septiembre, 20:00 (UTC-4) | Puerto Rico                                          | 74–84                | Estados Unidos                                  | Indianápolis                 |  |
|                                | Parciales: 25 - 19, 11 - 31, 21 - 17, 17 - 17        |                      |                                                 |                              |  |
|                                | Estadísticas C. Arroyo 21 D. Santiago 18 C. Arroyo 9 | Reporte Pts Reb Asts | Estadísticas 15 J. O'Neal 9 A. Davis 7 A. Davis | Pabellón: Conseco Fieldhouse |  |

7.° puesto
| 7 de septiembre, 19:30 (UTC-4) | Brasil                                            | 84–91                | Puerto Rico                                            | Indianápolis                 |  |
|                                | Parciales: 20 - 26, 27 - 20, 14 - 17, 23 - 28     |                      |                                                        |                              |  |
|                                | Estadísticas Guilherme 16 Guilherme 6 Demétrius 9 | Reporte Pts Reb Asts | Estadísticas 19 D. Santiago 12 D. Santiago 7 C. Arroyo | Pabellón: Conseco Fieldhouse |  |

5.° puesto
| 7 de septiembre, 21:45 (UTC-4) | Estados Unidos                                       | 75–81                | España                                                | Indianápolis                                               |  |
|                                | Parciales: 27 - 18, 23 - 22, 15 - 16, 10 - 25        |                      |                                                       |                                                            |  |
|                                | Estadísticas R. LaFrentz 13 B. Wallace 8 R. Miller 5 | Reporte Pts Reb Asts | Estadísticas 26 J. Navarro 12 J. Garbajosa 4 P. Gasol | Pabellón: Conseco Fieldhouse Asistencia: 4469 espectadores |  |

## Eliminatorias por el campeonato
|  | Cuartos de final | Cuartos de final |               |          | Semifinales   | Semifinales  |  |  | Final | Final |
|  |                  |                  |               |          |               |              |  |  |       |       |
|  |                  |                  |               |          |               |              |  |  |       |       |
|  |                  |                  |               |          |               |              |  |  |       |       |
|  | Puerto Rico      | 63               |               |          |               |              |  |  |       |       |
|  | Puerto Rico      | 63               |               |          |               |              |  |  |       |       |
|  | Nueva Zelanda    | 65               |               |          |               |              |  |  |       |       |
|  | Nueva Zelanda    | 65               | Nueva Zelanda | 78       |               |              |  |  |       |       |
|  |                  |                  | Nueva Zelanda | 78       |               |              |  |  |       |       |
|  |                  | Yugoslavia       | 89            |          |               |              |  |  |       |       |
|  | Yugoslavia       | Yugoslavia       | 89            | 81       |               |              |  |  |       |       |
|  | Yugoslavia       |                  |               | 81       |               |              |  |  |       |       |
|  | Estados Unidos   | 78               |               |          |               |              |  |  |       |       |
|  | Estados Unidos   | 78               | Yugoslavia    | 84       |               |              |  |  |       |       |
|  |                  |                  | Yugoslavia    | 84       |               |              |  |  |       |       |
|  |                  | Argentina        | 77            |          |               |              |  |  |       |       |
|  | España           | Argentina        | 77            | 62       |               |              |  |  |       |       |
|  | España           |                  |               | 62       |               |              |  |  |       |       |
|  | Alemania         | 70               |               |          |               |              |  |  |       |       |
|  | Alemania         | 70               | Alemania      | 80       | Tercer lugar  | Tercer lugar |  |  |       |       |
|  |                  |                  | Alemania      | 80       |               |              |  |  |       |       |
|  |                  | Argentina        | 86            |          |               |              |  |  |       |       |
|  | Brasil           | Argentina        | 86            | 67       | Nueva Zelanda | 94           |  |  |       |       |
|  | Brasil           |                  |               | 67       | Nueva Zelanda | 94           |  |  |       |       |
|  | Argentina        | 78               |               | Alemania | 117           |              |  |  |       |       |
|  | Argentina        | 78               |               |          | 117           |              |  |  |       |       |
|  |                  |                  |               |          |               |              |  |  |       |       |
|  |                  |                  |               |          |               |              |  |  |       |       |

### Cuartos de final
| 5 de septiembre, 17:30 (UTC-4) | España                                                    | 62–70                | Alemania                                                            | Indianápolis                 |  |
|                                | Parciales: 15 - 20, 16 - 20, 21 - 6, 10 - 24              |                      |                                                                     |                              |  |
|                                | Estadísticas J. C. Navarro 21 C. Jiménez 9 N. Rodríguez 4 | Reporte Pts Reb Asts | Estadísticas 20 D. Nowitzki 8 A. Okulaja y D. Nowitzki 4 M. Demirel | Pabellón: Conseco Fieldhouse |  |

| 5 de septiembre, 17:30 (UTC-4) | Brasil                                          | 67–78                | Argentina                                                           | Indianápolis                                     |  |
|                                | Parciales: 16 - 18, 13 - 11, 13 - 22, 25 - 27   |                      |                                                                     |                                                  |  |
|                                | Estadísticas Vanderlei 20 Varejão 7 R. Klafke 3 | Reporte Pts Reb Asts | Estadísticas 19 F. Oberto y E. Ginóbili 7 E. Ginóbili 5 E. Ginóbili | Pabellón: RCA Dome Asistencia: 4000 espectadores |  |

| 5 de septiembre, 20:00 (UTC-4) | Puerto Rico                                      | 63–65                | Nueva Zelanda                                    | Indianápolis                                     |  |
|                                | Parciales: 11 - 14, 18 - 17, 15 - 17, 19 - 17    |                      |                                                  |                                                  |  |
|                                | Estadísticas E. Ayuso 24 J. Ortíz 10 C. Arroyo 6 | Reporte Pts Reb Asts | Estadísticas 21 P. Jones 8 D. Boucher 8 M. Dikel | Pabellón: RCA Dome Asistencia: 4378 espectadores |  |

| 5 de septiembre, 20:00 (UTC-4) | Yugoslavia                                                      | 81–78                | Estados Unidos                                                | Indianápolis                                               |  |
|                                | Parciales: 20 - 20, 20 - 16, 12 - 22, 29 - 20                   |                      |                                                               |                                                            |  |
|                                | Estadísticas Pedja Stojaković 20 Vlade Divac 11 P. Stojaković 4 | Reporte Pts Reb Asts | Estadísticas 19 A. Miller y P. Pierce 6 J. O'Neal 7 A. Miller | Pabellón: Conseco Fieldhouse Asistencia: 5362 espectadores |  |

### Semifinales
| 7 de septiembre, 15:30 (UTC-4) | Nueva Zelanda                                      | 78–89                | Yugoslavia                                         | Indianápolis                 |  |
|                                | Parciales: 30 - 19, 18 - 20, 10 - 27, 20 - 23      |                      |                                                    |                              |  |
|                                | Estadísticas K. Penney 24 P. Cameron 8 M. Dickel 5 | Reporte Pts Reb Asts | Estadísticas 18 D. Koturovic 8 M. Jaric 6 M. Jaric | Pabellón: Conseco Fieldhouse |  |

| 7 de septiembre, 13:15 (UTC-4) | Alemania                                                | 80–86                | Argentina                                                     | Indianápolis                 |  |
|                                | Parciales: 11 - 16, 30 - 20, 21 - 23, 18 - 27           |                      |                                                               |                              |  |
|                                | Estadísticas D. Nowitzki 24 D. Nowitzki 11 M. Demirel 5 | Reporte Pts Reb Asts | Estadísticas 18 H. Sconochini 7 R. Wolkowyski 4 J. I. Sánchez | Pabellón: Conseco Fieldhouse |  |

### Tercer puesto
| 8 de septiembre, 12:30 (UTC-4) | Nueva Zelanda                                      | 94–117               | Alemania                                               | Indianápolis                 |  |
|                                | Parciales: 27 - 35, 21 - 39, 13 - 22, 33 - 21      |                      |                                                        |                              |  |
|                                | Estadísticas P. Jones 26 D. Boucher 7 P. Cameron 8 | Reporte Pts Reb Asts | Estadísticas 29 D. Nowitzki 8 D. Nowitzki 7 M. Demirel | Pabellón: Conseco Fieldhouse |  |

### Final
| 8 de septiembre de 2002, 15:00 (UTC-4) | Yugoslavia                                                  | 84–77                | Argentina                                              | Indianápolis                                                                                              |  |
|                                        | Parciales: 24 - 19, 17 - 20, 11 - 18, 23 - 18 (T.E.: 9 - 2) |                      |                                                        | |  |
|                                        | Estadísticas D. Bodiroga 27 D. Koturović 9 D. Bodiroga 3    | Reporte Pts Reb Asts | Estadísticas 28 F. Oberto 10 F. Oberto 6 J. I. Sánchez | Pabellón: Conseco Fieldhouse Asistencia: 17 .079 espectadores Árbitros: Nikos Pitsilkas Reinaldo Mercedes |  |

|                               |
|                               |
| Campeón Yugoslavia 5.º título |

## Galardones y estadísticas
| - MVP : Dirk Nowitzki (GER) - Máximo anotador : Dirk Nowitzki (GER) - 24 ppp - Máximo reboteador : Richard Lugo (VEN) - 12,2 rpp - Máximo asistente : Carlos Arroyo (PUR) - 6,4 app | - Quinteto ideal : Manu Ginóbili (ARG) Predrag Stojaković (YUG) Yao Ming (CHN) Dirk Nowitzki (GER) Pero Cameron (NZL) |

## Clasificación
| Posición | Equipo         |
| -------- | -------------- |
| 1        | Yugoslavia     |
| 2        | Argentina      |
| 3        | Alemania       |
| 4        | Nueva Zelanda  |
| 5        | España         |
| 6        | Estados Unidos |
| 7        | Puerto Rico    |
| 8        | Brasil         |
| 9        | Turquía        |
| 10       | Rusia          |
| 11       | Angola         |
| 12       | China          |
| 13       | Canadá         |
| 14       | Venezuela      |
| 15       | Argelia        |
| 16       | Líbano         |

## Plantilla de los equipos medallistas
| Yugoslavia                  | Yugoslavia          | Yugoslavia | Yugoslavia      | Yugoslavia | Yugoslavia             |
| Núm                         | Jugador             | Pos        | Altura          | Edad       | Equipo                 |
| --------------------------- | ------------------- | ---------- | --------------- | ---------- | ---------------------- |
| 4                           | Dejan Bodiroga      | A          | 2,05 m (6′ 9″)  | 29         | Panathinaikos BC       |
| 5                           | Dejan Koturović     | P          | 2,13 m (7′ 0″)  | 30         | ALBA Berlín            |
| 6                           | Žarko Čabarkapa     | AP         | 2,11 m (6′ 11″) | 21         | KK Budućnost Podgorica |
| 7                           | Igor Rakočević      | E          | 1,91 m (6′ 3″)  | 24         | KK Budućnost Podgorica |
| 8                           | Pedja Stojaković    | A          | 2,08 m (6′ 10″) | 25         | Sacramento Kings       |
| 9                           | Vladimir Radmanović | AP         | 2,08 m (6′ 10″) | 22         | Seattle SuperSonics    |
| 10                          | Marko Jarić         | B          | 2,01 m (6′ 7″)  | 25         | Kinder Bolonia         |
| 11                          | Predrag Drobnjak    | AP         | 2,11 m (6′ 11″) | 26         | Seattle SuperSonics    |
| 12                          | Vlade Divac         | P          | 2,13 m (7′ 0″)  | 34         | Sacramento Kings       |
| 13                          | Miloš Vujanić       | B          | 1,92 m (6′ 4″)  | 21         | KK Partizan            |
| 14                          | Dejan Tomašević     | P          | 2,08 m (6′ 10″) | 29         | Tau Cerámica           |
| 15                          | Milan Gurović       | A          | 2,06 m (6′ 9″)  | 27         | Unicaja Málaga         |
| Entrenador: Svetislav Pešić |                     |            |                 |            |                        |

| Argentina                 | Argentina            | Argentina | Argentina       | Argentina | Argentina                   |
| Núm                       | Jugador              | Pos       | Altura          | Edad      | Equipo                      |
| ------------------------- | -------------------- | --------- | --------------- | --------- | --------------------------- |
| 4                         | Juan Ignacio Sánchez | B         | 1,92 m (6′ 4″)  | 25        | Panathinaikos BC            |
| 5                         | Manu Ginóbili        | E         | 1,98 m (6′ 6″)  | 25        | Kinder Bolonia              |
| 6                         | Alejandro Montecchia | B         | 1,82 m (6′ 0″)  | 30        | Viola Reggio Calabria       |
| 7                         | Fabricio Oberto      | AP/P      | 2,08 m (6′ 10″) | 27        | TAU Cerámica                |
| 8                         | Lucas Victoriano     | B         | 1,94 m (6′ 4″)  | 25        | Caprabo Lleida              |
| 9                         | Gabriel Fernández    | P         | 2,04 m (6′ 8″)  | 26        | TAU Cerámica                |
| 10                        | Hugo Sconochini      | E         | 1,93 m (6′ 4″)  | 31        | TAU Cerámica                |
| 11                        | Luis Scola           | P         | 2,04 m (6′ 8″)  | 22        | Saski Baskonia              |
| 12                        | Leonardo Gutiérrez   | AP        | 2,00 m (6′ 7″)  | 24        | Atenas                      |
| 13                        | Andrés Nocioni       | A         | 2,01 m (6′ 7″)  | 23        | TAU Cerámica                |
| 14                        | Leandro Palladino    | E         | 1,95 m (6′ 5″)  | 26        | Nuovo Basket Record Nápoles |
| 15                        | Rubén Wolkowyski     | P         | 2,08 m (6′ 10″) | 29        | Estudiantes Olavarría       |
| Entrenador: Rubén Magnano |                      |           |                 |           |                             |

| Alemania                    | Alemania          | Alemania | Alemania        | Alemania | Alemania            |
| Núm                         | Jugador           | Pos      | Altura          | Edad     | Equipo              |
| --------------------------- | ----------------- | -------- | --------------- | -------- | ------------------- |
| 4                           | Mithat Demirel    | B        | 1,81 m (5′ 11″) | 25       | ALBA Berlín         |
| 5                           | Ademola Okulaja   | AP       | 2,06 m (6′ 9″)  | 27       | FC Barcelona        |
| 6                           | Jorg Lutcke       | A        | 2,00 m (6′ 7″)  | 27       | ALBA Berlín         |
| 7                           | Marko Pešić       | E        | 1,98 m (6′ 6″)  | 26       | ALBA Berlín         |
| 8                           | Pascal Roller     | B        | 1,80 m (5′ 11″) | 26       | Skyliners Frankfurt |
| 9                           | Henrik Rödl       | A        | 2,00 m (6′ 7″)  | 33       | ALBA Berlín         |
| 10                          | Misan Nikagbatse  | B        | 1,93 m (6′ 4″)  | 20       | Olympiacos BC       |
| 11                          | Stefano Garris    | A        | 1,99 m (6′ 6″)  | 23       | ALBA Berlín         |
| 12                          | Stephen Arigbabu  | P        | 2,06 m (6′ 9″)  | 30       | Colonia 99ers       |
| 13                          | Patrick Femerling | P        | 2,17 m (7′ 1″)  | 27       | Olympiacos BC       |
| 14                          | Dirk Nowitzki     | AP       | 2,13 m (7′ 0″)  | 25       | Dallas Mavericks    |
| 15                          | Robert Maras      | P        | 2,15 m (7′ 1″)  | 25       | Skyliners Frankfurt |
| Entrenador: Henrik Dettmann |                   |          |                 |          |                     |

## Transmisión internacional
Este evento fue transmitido a un total de 203 países a nivel mundial.

### Américas
- Latinoamérica: ESPN e ESPN 2
- Argentina: Canal 9 y TyC Sports
- Paraguay: Canal 13 y Tigo Sports
- Uruguay: Tenfield

### Europa
- España: Televisión Española